# كريستينا أولدنبورغ
كريستينا أولدنبورغ (نيبورغ، 1522 - تورتونا، 1590) ابنة كريستيان الثاني ملك الدنمارك والنرويج والسويد وإيزابيلا هابسبورغ ، ابن شقيقة الإمبراطور شارل الخامس ، وكاترين أراغون أولى زوجات هنري الثامن ملك إنكلترا هي خالة والدتها.